# Gläserne Kette
Gläserne Kette var en konstnärsgemenskap som grundades av Bruno Taut. Den bestod huvudsakligen av arkitekter, och man utbytte tankar och idéer via brevväxling. I gruppen medverkade bland andra Max Taut, Walter Gropius och Hans Scharoun.